# Croton leonensis
Espèce
Classification APG II (2003)
Croton leonensis est une espèce de plantes à fleurs du genre Croton et de la famille Euphorbiaceae présente en Sierra Leone.